# Psilocurus nudiusculus
Psilocurus nudiusculus là một loài ruồi trong họ Asilidae. Psilocurus nudiusculus được Loew miêu tả năm 1874. Loài này phân bố ở vùng Tân Bắc giới.